# Акантоцефале
Акантоцефале, Acanthocephala или црви бодљикавих глава обухватају око 800 врста бескичмењаци са псеудоцеломом који воде ендопаразитски начин живота. У току свог животног циклуса они бораве у два домаћина:
- као млади живе у зглавкарима (прелазни домаћини)
- као одрасли, полно зрели насељавају црево различитих врста кичмењака (трајни домаћини).

## Морфологија
Величина тела им се најчешће креће испод 2 cm, мада могу да достигну и 0,5 m као и да буду мањи од 1 mm. Облик може веома да варира зависно од саме врсте, мада је најчешће цилиндричан.
Тело се састоји од:
- рилице (proboscis) која може да се увуче унутра у посебну мишићну кесу и на којој се налазе трнови повијени уназад (по томе су добили име);
- вратног дела који нема трнове;
- трупа који садржи трнове.

## Грађа телесног зида
Телесни зид је изграђен од (делови поређани од споља ка унутра):
- кутикуле која се налази на самој површини и покривена је трновима, а код неких врста може бити и сегментисана; ова сегментација је само површинска, а код неких може да захвати и телесни зид;
- епидермиса који је синцицијелне грађе и у коме се налази сталан број џиновских једара;
- лакунарни систем изграђен од система канала испуњених течношћу која се покреће покретима тела и служи за транспорт хранљивих материја;
- базалне мембране која залази у мишићне слојеве испод ње;
- мишићни слојеви изграђени од кружних (спољашњи слој) и уздужних (унутрашњи слој) влакана.

## Унутрашња грађа
Испод телесног зида простире се телесна дупља, псеудоцелом. Псеудоцелом се простире и у рилицу. Због паразитског начина живота унутрашња грађа је претрпела промене па тако ови црви:
- немају цревни систем већ храну узимају преко целе површине тела;
- добро им је развијен полни систем који је одвојених полова и развиће се одвија преко ларвалних ступњева; оплођене јајне ћелије су обавијене чврстом, отпорном опном која их штити док су ван домаћина у неповољним условима; из оплођеног јаја развија се ембрион акантор (acanthor) који доспева у прелазног домаћина и ту постаје ларва која развија све органе осим полних(акантела); да би се развиће наставило неопходно је да ларва доспе у трајног домаћина;
- чула су слабо развијена; на пробосцису има тактилних органа.

## Класификација
Деле се на редове:
- Archiacanthocephala
- Paleoacanthocephala
- Euacanthocephala